# Софийска епархия (източнокатолическа)
Софийската епархия „Свети Йоан XXIII“ (на латински: Eparchia Sophiae) е християнски диоцез в България, единствената епархия на източнокатолическата Църква на съединените с Рим българи. Софийският епископ има седалище в София, при катедралата „Успение Богородично“.

## Граници
Епархията обхваща цялата територия на България. Разделена е на три духовни околии: Софийска, Пловдивска и Бургаска. На север граничи с архиепархията на Фъгъраш – Алба Юлия и Букурещката епархия „Св. Василий Велики“ в Румъния, на запад – с Епархията „Свети Николай“ на Руски Кръстур и със Струмишко-Скопската епархия, на юг – с Гръцката апостолическа екзархия от византийски обред и с Истанбулската апостолическа екзархия от византийски обред.

## История
Униатското движение по Българските земи възниква в средата на 19 век. През 1860 г. папа Пий IX приема присъединяването на група българи към Католическата Църква. За глава на новата католическа общност е избран архимандрит Йосиф Соколски, който е ръкоположен от папата в 1861 г. в сан архиепископ.
Скоро след това Йосиф Соколски се разкайва за отстъплението си от православието и напуска Цариград, отпътувайки за Одеса с руския параход „Елбрус“ на 6 юни 1861 г. заедно с възрожденския писател Петко Р. Славейков. Според други източници архиепископ Йосиф е отвлечен и заточен в Киев, където умира след 18 години. За негов приемник е избран Рафаил Попов. Междувременно папа Пий IX насърчава монаси от обществата на успенците и възкресенците да изпратят свои братя в Цариград, Македония и Тракия.
След смъртта на епископ Рафаил Попов за глава на Католическата църква от източен обред е назначен епископ Нил Изворов, който представлява интересите на българските католици пред турските власти.
През 1883 г., с декрет от Рим, Конгрегацията за разпространение на вярата издига 2 викариата – за Тракия и Македония, със съответните епископи – Михаил Петков и Лазар Младенов. По време на Първата световна война и след нея много от верните на тези епархии са принудени да се преселят в България.
През 1925 г. папа Пий XI решава да назначи апостолически визитатор на Светия престол в България и изпраща Анджело Ронкали.
Бъдещият папа Йоан XXIII от 1925 г. до 1934 г. е апостолически делегат в България с мисията, поверена му от папата, да организира живота на Католическата църква от източен обред. С негово съдействие през 1926 г. Рим създава Католическата апостолическа екзархия със седалище София. На 31 юли същата година за първи апостолически екзарх е назначен епископ Кирил Куртев.
През 1928 г. в България има организирани апостолически енории в 24 селища в градовете София, Пловдив, Варна, Стара Загора, Ямбол, Сливен, Бургас, Казанлък, Тополовград, Ивайловград и Малко Търново, в селата
- Студена, Дервишка могила, Мустракли, Присадец и Филипово, Свиленградско
- Покрован и Кобилино, Ивайловградско
- Зорница и Правдино, Ямболско
- Лесово и Гранитово, Eлховско
- Енина, Казанлъшко
- Ново Делчево, Петричко

За тях се грижат 33 свещеници, които обслужват около 15 000 униати. В следващите години се създават нови енории – в село Куклен, Пловдивско и в Свиленград. На 29 май 1929 г. в Ямбол се провежда конференцията на католиците от източен обред в България. В нея участват 27 делегати – 13 свещеници и 14 миряни от общо 15 енории. Работата на конференцията е открита от архиепископ Ронкали. Основният резултат от конференцията е очертаването на организационните принципи за сдружаване на католиците от източен обред в България.
На 30 май 1941 г., неочаквано епископ Кирил Куртев подава оставка. За негов заместник е избран епископ Йоан Гаруфалов. Ръкополагането му се извършва на 1 ноември 1942 г. в енорийския храм „Успение Богородично" в София от епископ Кирил Куртев в съслужние с Дамян Теелен – епископ на Никополската епархия, и Иван Романов – епископ на Софийско-Пловдивската епархия. Присъства също и архиепископ Джузепе Мацоли – апостолически делегат в България. Оттогава униатската църква в България започва да се именува католическа екзархия.
След смъртта на екзарх Гаруфалов, епископ Кирил Куртев е назначен отново. Същият период е белязан с преследването на Католическата църква в България от комунистическия режим и почти всички свещеници преминават през затворите. След смъртта на Кирил Куртев е назначен от Рим архиепископ Методий Стратиев.
На 11 октомври 2019 година папа Франциск издига апостолическата екзархия в Софийска епархия „Свети Йоан XXIII“ и управляващият епископ Христо Пройков получава титлата софийски епископ. Поради навършване на възраст на 8 април 2024 г. оставката на епископ Пройков като епархиен епископ е приета от папа Франциск и за епископ е назначен отец Петко Вълов.

## Структура
След последната административна реформа от 1 януари 2020 г., Софийската епархия има 12 енории в цялата страна, обслужвани от 16 свещеници. Епархията е разделена на 3 духовни околии: Софийска, Пловдивска и Бургаска. В нея работят монашеските общества на отците успенци, възкресенци, салезиани, кармелити и сестрите кармелитки, евхаристинки, облатки и фоколарини от Марииното дело.
Към 2020 г. в екзархията служат 16 свещеници: 4 мирски и 12 монашески. На 1 свещеник се падат 625 католици. Освен това има 13 монаси и 40 монахини от различни ордени.

## Енории
Софийската епархия е разделена на 12 енории:
- София: катедрална енория „Успение Богородично“ с ректорални църкви:
  - Църква „Свети Франциск от Асизи“
  - Църква на сестрите евхаристинки „Свети папа Йоан XXIII“
    - Параклис „Свети Йосиф“ към манастира „Сестри евхаристинки“

  - Църква на монахините боси кармелитки „Свети Дух“
  - Параклис „Рождество Христово“
- Пловдив: енория „Възнесение Господне“
- Бургас: енория „Успение Богородично“
- Стара Загора: енория „Св. св. Кирил и Методий“
  - Църква на монасите салезиани „Дева Мария – Помощница на християните“
- Шумен: енория „Света Анна“
- Ямбол: енория „Св. св. Кирил и Методий“
- Казанлък: енория „Свети Йосиф“
- Куклен: енория „Света Троица“
- Малко Търново: енория „Света Троица“
  - Eпархийно светилище „Света Богодорица“
- Ново Делчево: енория „Успение Богородично“
- Правдино: енория „Свети Йосиф“
- Покрован: енория „Успение Богородично“

### Исторически енории
- Гранитово: енория „Света Тереза на Младенеца Исус“
- Присадец: енория „Успение Богородично“
- Зорница: енория „Рождество Богородично“
- Кобилино: енория „Света Тереза на Младенеца Исус“[5]

## Статистика
| година | население | население | население  | свещеници | свещеници | свещеници  | свещеници            | дякони | монаси | монаси | енории |
| година | кръстени  | общо      | % католици | брой      | мирски    | йеромонаси | кръстени на свещеник | дякони | мъже   | жени   | енории |
| ------ | --------- | --------- | ---------- | --------- | --------- | ---------- | -------------------- | ------ | ------ | ------ | ------ |
| 1969   | ?         | 8 500 000 | ?          | 8         | 8         |            | 0                    |        |        | 21     | 20     |
| 1988   | 15 000    | ?         | ?          | 20        | 12        | 8          | 750                  |        | 16     | 40     | 18     |
| 1999   | 15 000    | ?         | ?          | 16        | 6         | 10         | 937                  |        | 10     | 39     | 20     |
| 2000   | 15 000    | ?         | ?          | 15        | 5         | 10         | 1000                 |        | 10     | 40     | 20     |
| 2001   | 15 000    | ?         | ?          | 17        | 5         | 12         | 882                  |        | 14     | 40     | 20     |
| 2002   | 15 000    | ?         | ?          | 18        | 5         | 13         | 833                  |        | 15     | 40     | 10     |
| 2003   | 10 000    | ?         | ?          | 19        | 5         | 14         | 526                  |        | 14     | 40     | 10     |
| 2004   | 10 000    | ?         | ?          | 21        | 6         | 15         | 476                  |        | 15     | 40     | 21     |
| 2009   | 10 000    | ?         | ?          | 21        | 5         | 16         | 476                  |        | 20     | 38     | 21     |
| 2013   | 10 000    | ?         | ?          | 20        | 4         | 16         | 500                  |        | 18     | 37     | 13     |
| 2016   | 10 000    | ?         | ?          | 17        | 4         | 13         | 588                  |        | 15     | 27     | 16     |